# Fumée blonde
Pour plus de détails, voir Fiche technique et Distribution.
Fumée blonde est une comédie d'espionnage franco-belge coréalisée en 1957 par Robert Vernay et André Montoisy.

## Synopsis
À la suite d'une nuit d'amour avec un Anglais, une jeune detective est poursuivie par de sinistres individus à la recherche d'un microfilm.

## Fiche technique
- Titre original : Fumée blonde
- Réalisation : Robert Vernay et André Montoisy
- Scénario : Solange Térac et Robert Vernay
- Photographie : Roger Dormoy
- Montage : Jeannette Berton
- Musique : Michel Emer
- Pays de production :  France,  Belgique
- Format : Noir et blanc  - 35 mm - mono
- Genre : Comédie d'espionnage
- Durée : 85 minutes
- Date de sortie : 
  - France : 1er novembre 1957
- Affiche : Pierre Levé (France)

## Distribution
- Sophie Desmarets : Sophie Mallet, la pétulante directrice de l'agence de détectives Vendôme
- Darry Cowl : Emile Gachit, son bras droit consciencieux mais pas toujours efficace
- Paul Guers : David Backer, un agent de l'Intelligence Service
- Christian Alers : Jacques Moreau
- Suzanne Dehelly : tante Esther
- Suzet Maïs : la baronne Bergenstein
- Bernard Dhéran : Bernard Hartman
- Armand Bernard : l'illusionniste Grand Jacoby
- Thomy Bourdelle : M. Antoine
- Robert Vattier : le commissaire
- Michel Etcheverry : Vladimir
- Jacques Fabbri : le mari
- Paul Demange
- Noël Roquevert
- Jean-Claude Brialy